# Männer-radikale-Therapie
Männer-radikale-Therapie (auch Männer Radikale Therapie, Männer üben Radikale Therapie, abgekürzt MRT) ist ein stark strukturiertes Programm für therapeutisch orientierte Selbsthilfe- und Selbsterfahrungsgruppen von Männern. Es wurde 1975 in den Niederlanden vom Selbsthilfe-Gruppentherapiekonzept für Frauen FORT – Feministische Oefengroepen Radicale Therapie abgeleitet. MRT ist im deutschsprachigen Raum in der geschlechterkritischen Männerbewegung und darüber hinaus verbreitet. Die MRT hat das Ziel, die gesellschaftliche Veränderung durch eine Förderung von Achtsamkeit für die eigenen Bedürfnisse und Gefühle, Schulung des Einfühlungsvermögens in andere und die Bewusstheit über verinnerlichte Macht- und Unterdrückungsverhältnisse zu fördern. MRT ist ein reiner Selbsthilfeansatz, sie wird unentgeltlich praktiziert und Interessierten vermittelt. Zusammen mit FORT und  Trans*Inter-NonBinär-Gruppen nach dem Konzept der Radikalen Therapie bildet sie die Selbsthilfebewegung RT (Radikale Therapie). Elemente der MRT wurden, Berichten aus dem Bereich der Sozialen Arbeit zufolge, in Väter- und Gewalttätergruppen und in der Arbeit mit Jugendlichen eingesetzt.

## Konzept
Die MRT legt den Fokus auf Denk- und Verhaltensformen, die der Entfaltung im Weg stehen. In Selbsthilfe durch kleine Gruppen ohne hierarchische Ordnung, anders als bei der üblichen Psychotherapie und mit eigener Verantwortlichkeit, sollen die Denk- und Verhaltensformen erkannt und verändert werden. Im geschlossenen und durch Regeln geschützten Raum sollen neue Verhaltensmöglichkeiten ohne Dominanz Einzelner zusammen mit anderen Männern erprobt und geübt werden. Die Regeln beziehen sich z. B. auf verbindliche Zeitabsprachen, klare Kommunikationsvereinbarungen und angestrebte Grundhaltungen. Jede Sitzung wird in abwechselnde kurze und intensive Phasen unterteilt und soll dadurch abwechslungsreich und aufmerksamkeitsfördernd gehalten werden. MRT wird durch Learning by Doing praktizierender Gruppen weiter entwickelt, durch erfahrene Teilnehmer („Starter“) weitergegeben und in einigen wenigen theoretischen Abhandlungen und schriftlichen Grundlagen reflektiert.

## Ursprung
Der Begriffsbestandteil „Radikal“ in der RT bezieht sich auf den historischen Ursprung aus der radikalen Ablehnung der hegemonialen Psychiatrie. „Die Ursprünge des Selbsthilfetherapiekonzeptes liegen in der Radikalen-Psychiatrie-Bewegung, die 1968 in Berkeley (USA), getragen durch die StudentInnenbewegung entstand. Der Machtmissbrauch der Psychiatrie wurde angegriffen(…). Aus dieser Bewegung entstanden Therapiegruppen, die z. B. mit Techniken der Transaktionsanalyse arbeiteten. Diese Gruppen arbeiteten jedoch noch mit Psychiaterinnen bzw. mit erfahrenen GruppenleiterInnen. Das Selbsthilfemodell der RT ist eine niederländische Erfindung. Dort kombinierten ab den 1970er Jahren Feministinnen ihre Erfahrungen aus Selbsthilfegruppen mit den Ideen und Theorien der Radikalen Psychiatrie und des Co-Counselling und nannten das Konzept FORT (übersetzt: Frauen üben Radikale Therapie). MRT (Männer üben Radikale Therapie) ist eine Neuentwicklung des FORT-Konzeptes für Männergruppen(…)“.

## Methode
RT wird in Gruppen eingeübt, die sich in regelmäßigen Abständen abends treffen. Festgelegte Runden strukturieren die Sitzung. Die Leitung der Sitzungen wird von jeweils zwei Personen im Wechsel durchgeführt.
Ein traditioneller Ablauf beginnt mit dem Blitzlicht, einem Austausch der derzeitigen psychischen und physischen Befindlichkeit. Zumeist folgt dann die Runde Gutes und Neues mit persönlichen Berichten der vorangegangenen Woche mit einem expliziten Fokus auf positive Erlebnisse. In der Arbeitszeit wird einzelnen Personen, denen ein Unterstützer zur Hand geht, die volle Aufmerksamkeit zuteil. In dieser Runde werden wichtige und aktuelle persönliche Themen behandelt. Die Session endet üblicherweise mit der sogenannten Schmuserunde, in der sich die Anwesenden selbst und gegenseitig Anerkennung geben.
Weitere Grundelemente sind die Grollrunde, in der Wut, Ärger, Frustration und andere trennende Gefühle gegenüber anderen Gruppenmitgliedern bewusst gemacht, ausgesprochen, entladen und neu bewertet werden, und die Gespinsterunde, in der Wahrnehmungen und Fantasien über andere aus der Gruppe überprüft werden können. Dies dient der Klärung von Beziehungen, Aufdeckung von Übertragungen und der Schulung von Intuition und emotionaler Kompetenz.
„Ob und wie diese Elemente eingesetzt werden, entscheidet jede Gruppe für sich … Zwischen diesen festen Runden gibt es auch Zeit für Körperarbeit, Massagen, Spiele, Phantasiereisen, Tanzen, Yoga, u.ä.. Teilweise wird auch themenbezogen gearbeitet, z. B. ein Abend über Sexualität, Trennung, Vater-/Mutterschaft, Eltern etc. …“